# پیروال
پیروال (به انگلیسی: Pirwal) یک روستا در پاکستان است که در پنجاب واقع شده‌است. پیروال ۳۸۶ متر بالاتر از سطح دریا واقع شده‌است.